# Episodi de L'ispettore Derrick (prima stagione)
La prima stagione della serie televisiva L'ispettore Derrick, composta da 3 episodi, è stata trasmessa in Germania dal 20 ottobre al 1º dicembre 1974 sul canale ZDF.
| nº Prima TV Germania | nº di Produzione | nº Stagione x nº Episodio | Titolo originale | Titolo italiano           | Prima TV Germania | Prima TV Italia | Anno Produzione |
| -------------------- | ---------------- | ------------------------- | ---------------- | ------------------------- | ----------------- | --------------- | --------------- |
| 1                    | 4                | 01x01                     | Waldweg          | Il sentiero               | 20 ottobre 1974   | 3 novembre 1983 | 1974            |
| 2                    | 8                | 01x02                     | Johanna          | Johanna                   | 3 novembre 1974   | 8 ottobre 1983  | 1974            |
| 3                    | 2                | 01x03                     | Stiftungsfest    | Festa per un anniversario | 1º dicembre 1974  | 4 novembre 1983 | 1973            |

## Il sentiero
- Titolo originale: Waldweg
- Diretto da: Dietrich Haugk
- Scritto da: Herbert Reinecker
- Interpreti:[1] Horst Tappert - Stephan Derrick, Fritz Wepper - Harry Klein, Wolfgang Kieling - Rudolf Manger, Hilde Weissner - Frau Dr. Göbel, Ingrid Kannonier - Inge, Gabriele Lorenz - Ellen, Lina Carstens - Signora Manger, Elinor von Wallerstein - signora Baumann, Linda Bathman - Veronika, Herbert Bötticher - signor Dackmann, Klaus Höhne - signor Dirks, Karl Lieffen - signor Sparke, Siegurd Fitzek - signor Speidel, Friedrich G. Beckhaus - capostazione, Walter Sedlmayr - signor Huber

### Trama
Dopo un pomeriggio trascorso a Monaco per comprare alcuni vestiti e guardare l'ultimo film di Alain Delon, Ellen Theiss, giovane studentessa di un collegio di provincia, non fa ritorno all'istituto. Il suo corpo senza vita viene ritrovato lungo il sentiero attraverso il bosco che dalla stazione ferroviaria conduce al collegio. La notizia della sua morte scatena il panico tra le compagne, poiché sei mesi prima, un'altra ragazza del collegio era stata assassinata in circostanze analoghe. Ellen è stata vista l'ultima volta dal capostazione che, per tornare nel collegio, aveva con sé la bicicletta con una ruota sgonfia. La signora Göbel, direttrice del collegio, credeva che la ragazza fosse nella sua stanza. Erano a conoscenza della fuga di Ellen soltanto le tre compagne di stanza e il professor Dackmann. Nel corso delle indagini, Derrick intuisce che la morte di Ellen sia da collegare al delitto avvenuto tempo prima e architetta un piano per incastrare l'assassino.

### Colonna sonora
- Alvin Stardust, My Coo Ca Choo

## Johanna
- Titolo originale: Johanna
- Diretto da: Leopold Lindtberg
- Scritto da: Herbert Reinecker
- Interpreti:[2] Horst Tappert - Stephan Derrick, Fritz Wepper - Harry Klein, Helmut Lohner - Alfred Balke, Lilli Palmer - Johanna Jensen/Martha Balke, Helga Anders - Roswitha Meinecke, Josef Dahmen - signro Meinecke, Isolde Zimmermann - signora Meinecke

### Trama
In una casa di campagna viene ritrovato il corpo senza vita della proprietaria, Martha Balke. Per Derrick il caso sembra abbastanza semplice, poiché il marito Alfred, di una quindicina di anni più giovane della vittima, eredita un grande patrimonio. Per Alfred ora si prospetta anche la possibilità di convivere con Roswitha, la sua giovane amante di appena diciotto anni. Al momento dell'omicidio Alfred ha un alibi apparentemente inattaccabile, si trovava in camera da Roswitha. Martha era rimasta vedova del primo marito, si era invaghita del giovane garzone della drogheria, cioè Alfred e lo aveva sposato. Martha ha inoltre una sorella gemella, Johanna, che arriva a Monaco dagli Stati Uniti. Nonostante la distanza, le due sorelle avevano una costante corrispondenza epistolare. Quando Derrick incontra Johanna, ha un'idea che potrebbe essere determinante per incastrare l'assassino.

### Colonna sonora
- Paul Simon con The Jessy Dixon Singers & Urubamba, The Boxer
- Neil Diamond, High Rolling Man

## Festa per un anniversario
- Titolo originale: Stiftungsfest
- Diretto da: Helmut Käutner
- Scritto da: Herbert Reinecker
- Interpreti[3] Horst Tappert - Stephan Derrick, Fritz Wepper - Harry Klein, Siegfried Lowitz - August Bark, Bruno Dietrich - Helmuth Bark, Claudia Butenuth - Inge Bark, Gusti Kreissl - Lore Bark, Herbert Fleischmann - Broll, Ullrich Haupt - signor Eppler, Andrea Rau - Irene Eppler, Joachim Wichmann - Köhler

### Trama
In un albergo alla festa dei 75 anni di fondazione di una corale di Augusta si canta, si beve e si balla, mentre fuori è gelido e la neve ha imbiancato la terra. Anche August Bark, un signore sposato con due figli, Inge e Helmuth, è particolarmente allegro e, durante la serata, balla con la giovane e affascinante Irene Eppler, figlia di un suo caro amico. Poco dopo la ragazza viene trovata uccisa nella sua camera d'albergo. Viene rilevato che è morta a seguito di una frattura del cranio basale. Helmut Bark è stato visto davanti alla porta di Irene, però egli testimonia a Derrick e a Klein di aver trovato la porta chiusa e di aver sentito dei passi. Il padre August cerca di difendere il figlio da eventuali accuse.

### Colonna sonora
- Toni Ortelli-Luigi Pigarelli, La Montanara